# Tom Reuveny
Tom Reuveny (født 2000) er en israelsk sejler.
Han repræsenterede Israel ved Sommer-OL 2024 i Paris, hvor han tog guld i IQFoil.